# Mohammad Reyshahri
 (juillet 2025).
Le contenu est difficilement compréhensible vu les erreurs de traduction, qui sont peut-être dues à l'utilisation d'un logiciel de traduction automatique.
Mohammad Reyshahri (persan : محمد ری‌‌شهری), dit Mohammad Mohammadi-Nik et mieux connu sous le nom de Reyshahri, né le 29 octobre 1946 et mort le 21 mars 2022 à Téhéran, est un homme politique et religieux iranien qui fut le premier ministre des Renseignements, a servi de 1984 à 1989 au cabinet du Premier ministre Mir Hossein Mousavi.

## Biographie
Mohammad Reyshahri est né dans une famille religieuse à Rey le 29 octobre 1946,. Il a fait ses études à Qom et Najaf dans le domaine de la théologie. Lui et son successeur au ministère du renseignement, Ali Fallahian, sont des anciens de l'école Haqqani de Qom. Il a commencé à s'impliquer dans des activités politiques en juin 1963 lors des révoltes religieuses après le célèbre discours de Khomeini à Qom.

### Carrière
En 1967, Mohammad Reyshahri s'est enfui à Nadjaf et y est resté pendant un certain temps. À son retour en Iran, il a été emprisonné. Jusqu'à la révolution, il a été interdit de prêcher.

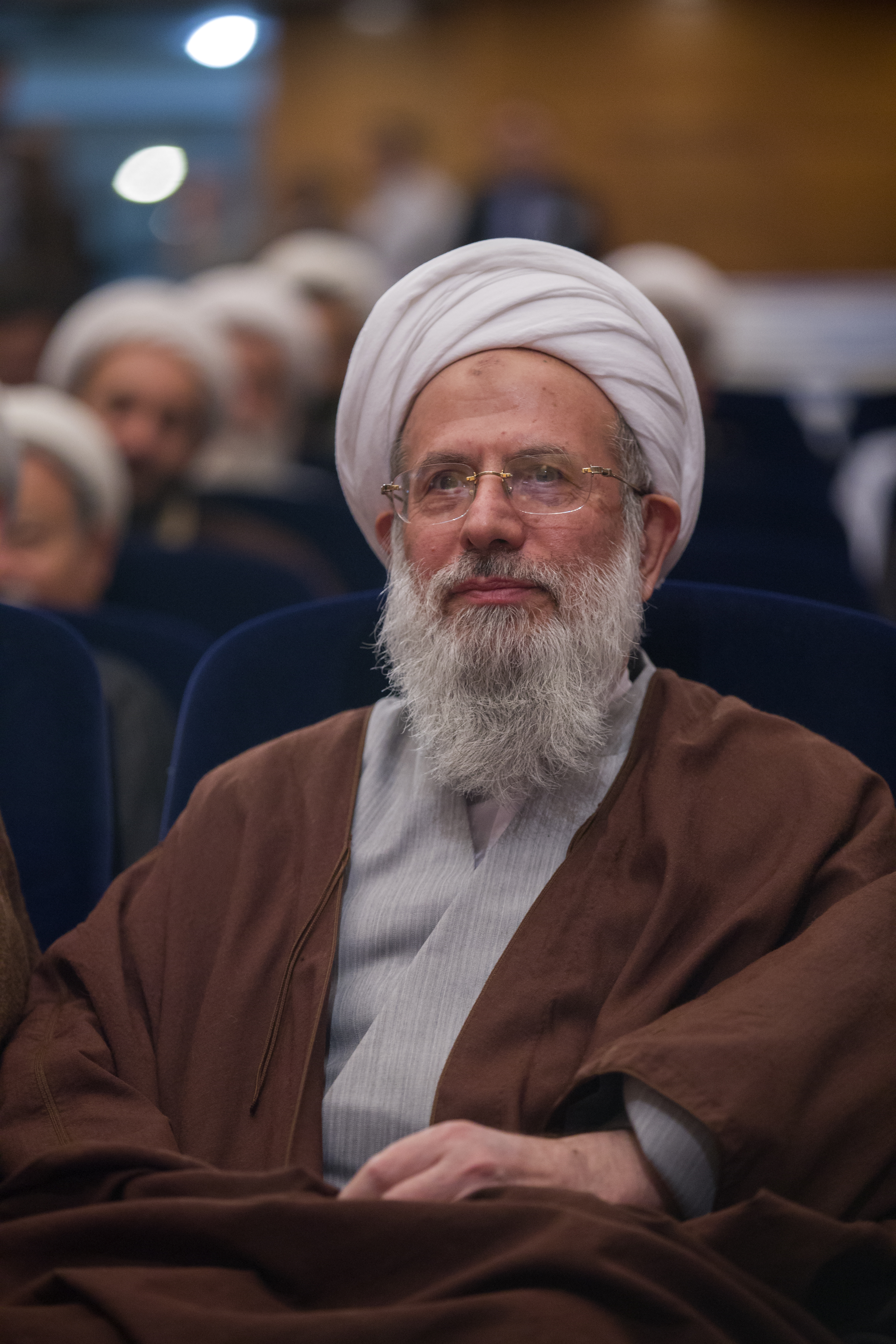
Mohammad Reyshahri en 2016.

Pendant la révolution, Mohammad Reyshahri a affirmé avoir découvert deux coups d'État avortés : le coup d'État Nozheh, qui devait se produire le 8 juillet 1980 par des partisans de Shapour Bakhtiar, et a été signalé à Mohammad Reyshahri par Saeed Hajjarian, et le coup d'État Ghotbzadeh, qui a conduit à l'exécution de Sadegh Ghotbzadeh et au retrait du grand ayatollah Ayatollah Kazem Shariatmadari de la fonction de marja par la Society of Teachers of the Qom Hawza. L'ayatollah a ensuite été assigné à résidence et est décédé en 1986. Dans ses mémoires, Mohammad Reyshahri révèle qu'il a personnellement frappé le grand ayatollah Shariatmadari lors des interrogatoires.
Mohammad Reyshahri a été ministre du renseignement au sein du cabinet dirigé par le Premier ministre de l'époque, Mir Hossein Mousavi, de 1984 à 1989. Dans son mandat de ministre du Renseignement tombe le cas de Mehdi Hashemi. Mohammad Reyshahri a exécuté Hashemi avec deux jours d'avance le 28 septembre 1987, de sorte que Mohammad Reyshahri n'aurait pas à suivre une lettre écrite par Khomeini le 28 septembre dans laquelle il informait Mohammad Reyshahri que la peine avait été commuée en exil interne.
Mohammad Reyshahri a été nommé procureur général du Tribunal spécial pour le clergé en 1990. Il a rédigé l'ordonnance du tribunal de 47 articles adoptée en 1990. Avant les élections au Madjles en 1996, il a créé la Société pour la défense des valeurs de la révolution islamique. Reyshahri a également été candidat à la présidentielle, sans succès, aux élections du 23 mai 1997, qui ont conduit à la présidence de Mohammad Khatami. Mohammad Reyshahri s'est classé quatrième parmi les quatre candidats approuvés pour être présentés par le Conseil des Gardiens.
Il a été nommé représentant des affaires du Hajj auprès d'Ali Khameni. Il est le doyen de l'Institut culturel scientifique Dar Al Hadith.